# زلزال هاواي 1868
زلزال هاواي 1868 هو زلزالٌ وقعَ في هاواي في الولايات المتحدة بتاريخ 2 أبريل 1868.